# Ernest Solvay

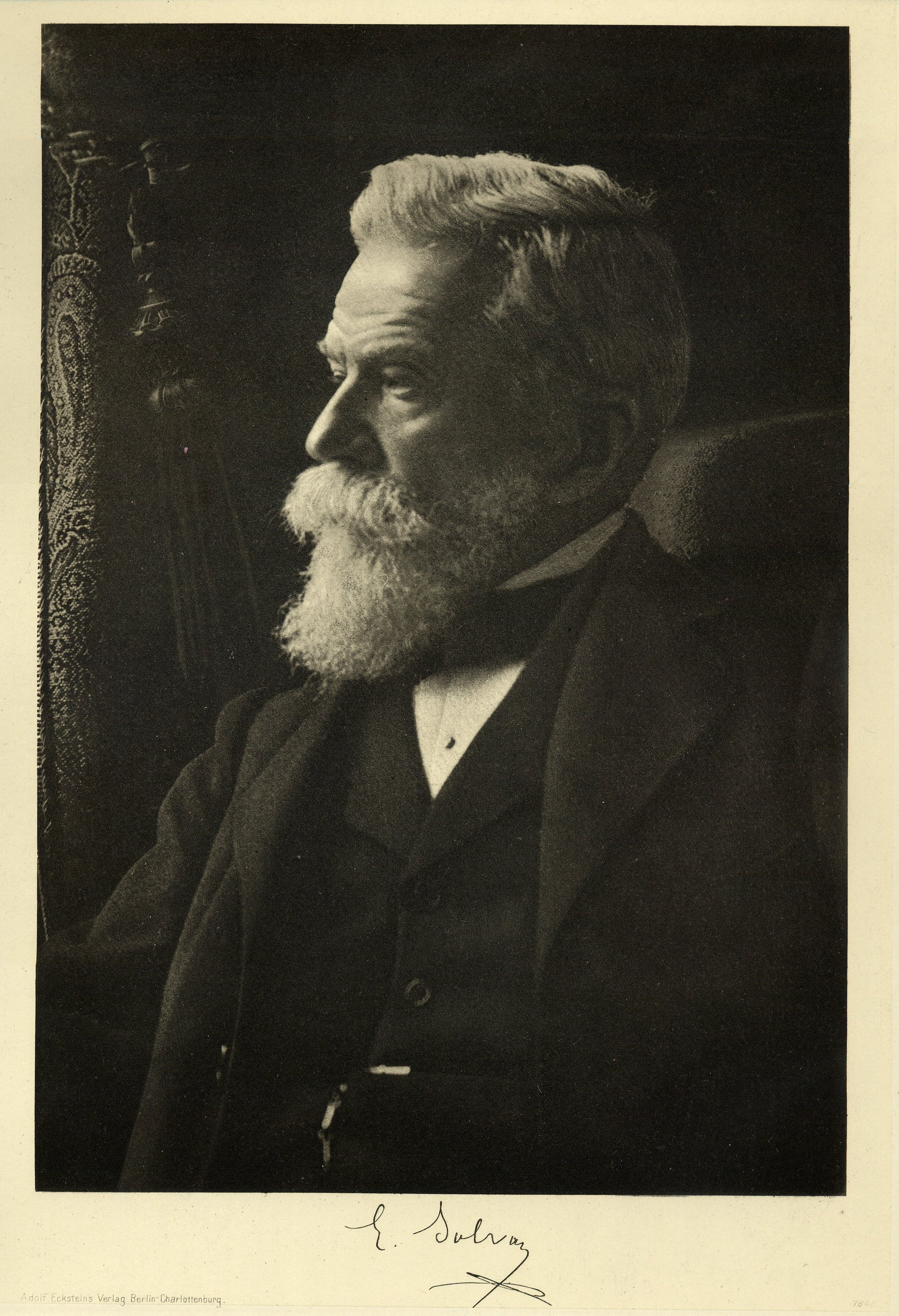
Ernest Solvay (um 1900)

Ernest Gaston Joseph Solvay (* 16. April 1838 in Rebecq-Rognon, Belgien; † 26. Mai 1922 in Ixelles, Brüssel) war ein belgischer Chemiker und Amateurforscher und entwickelte sich als Unternehmer zum Philanthropen. Er gründete, zusammen mit seinem Bruder Alfred Solvay, den Solvay-Konzern. Ernest Solvay wollte als Mäzen „der Menschheit einen Teil seines Reichtums zurückgeben“. So gründete er mehrere Bildungsinstitute und unterstützte karitative Einrichtungen.

## Leben
Ernest Solvay wurde als zweites von fünf Kindern von Alexandre Solvay und Adèle Hulin im belgischen Rebecq, etwa 30 km von Brüssel entfernt, geboren. Sein Vater war Besitzer eines Steinbruchs, gründete dann eine Öl-Seifen-Handlung und später eine Salzsiederei.
Ernest schrieb darüber: „Mein Vater kaufte Steinsalz, löste es in Wasser auf und gewann durch Verdampfung dann Kochsalz. Ein wohlbekanntes, gut nachvollziehbares Verfahren. So kam ich bereits in meiner Kindheit Soda auf die Spur.“
Ernest Solvay musste wegen einer Rippenfellentzündung bereits mit 16 Jahren die Schule verlassen. Er absolvierte eine Ausbildung in einem Gaswerk und machte dort seine ersten chemischen Experimente. Auch am gewünschten Hochschulstudium hinderte ihn sein Gesundheitszustand, weshalb er mit 21 Jahren in die Zementfabrik seines Onkels eintrat.
Mit 23 Jahren meldete er sein erstes Patent zur Gewinnung von Soda an, das als Grundstoff für Glas, Farbstoffe, Seife und Kunstdünger verwendet wird.
Am 18. September 1863 heiratete er Adèle Winderickx. Mit ihr hatte er vier Kinder.

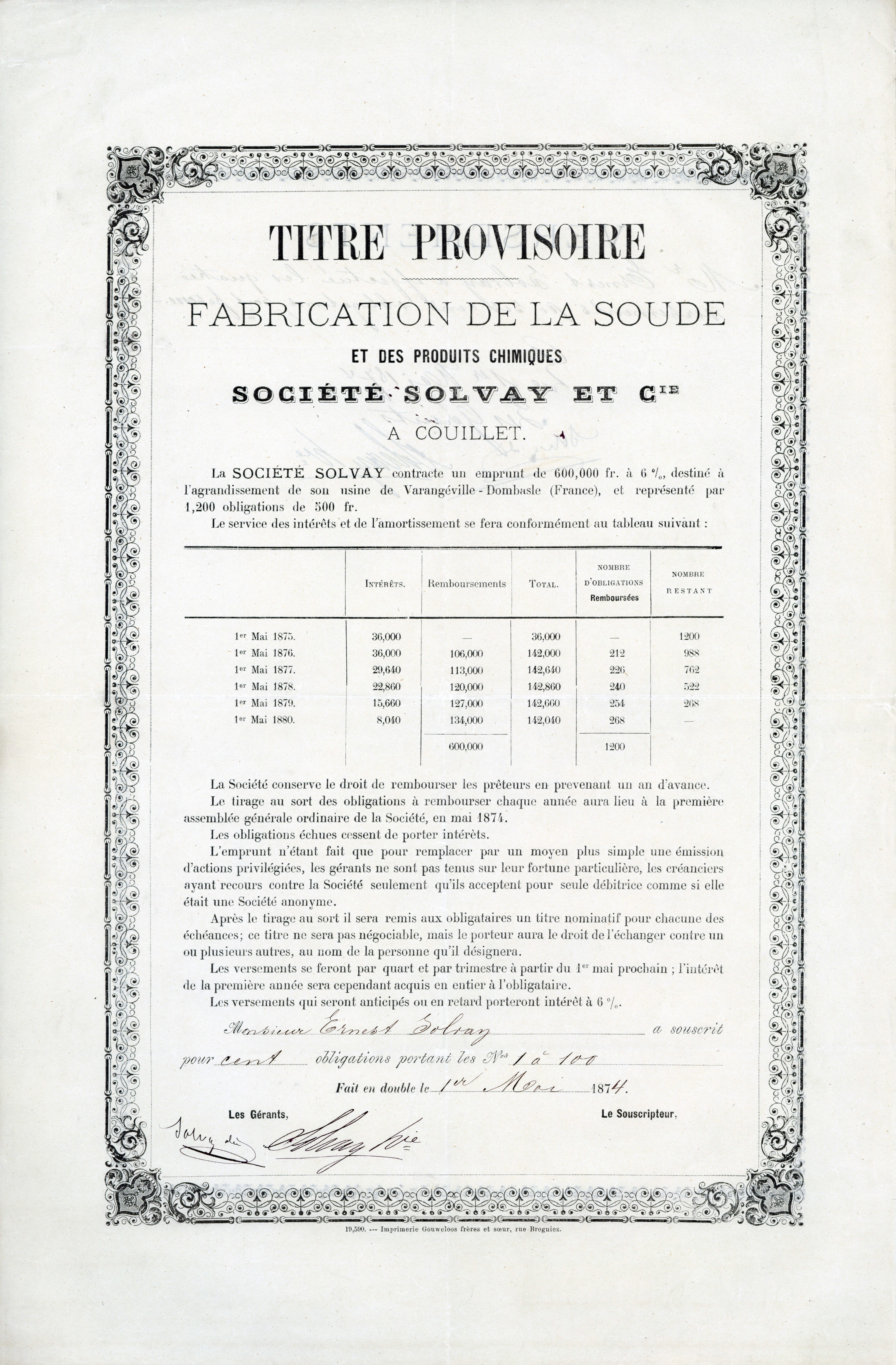
Globalzertifikat über 100 Anleihen Nr. 1–100 der Société Solvay & Cie. zu je 500 Francs, ausgegeben am 1. Mai 1874 an Ernest Solvay und von ihm eigenhändig unterschrieben als leitender Direktor. Die mit 6 % verzinste Anleihe im Gesamtbetrag von 600.000 Francs wurde aufgenommen für den Bau eines Solvay-Werkes in Dombasle-sur-Meurthe in Frankreich.

1863 gründete er mit seinem zwei Jahre jüngeren Bruder Alfred Solvay seine erste eigene Fabrik und entwickelte bis 1865 das nach ihm benannte Solvay-Verfahren (auch Ammoniak-Soda-Verfahren), das er 1872 patentieren ließ. Es ist neben dem Abbau von Natursoda bis heute der am häufigsten verwendete chemische Prozess zur Sodagewinnung.
Aus den hohen Einkünften aus seinem Patent finanzierte Solvay viele Aktivitäten zur Förderung der Wissenschaften und wohltätiger Zwecke.
Im Gegensatz zu seinem Bruder Alfred hatte Ernest neben dem Unternehmertum auch ein offenes Ohr für soziale Fragen.
Im Jahr 1897 beteiligte er sich mit 25.000 Franc an der Ausrüstung der ersten belgischen Polarexpedition unter Adrien de Gerlache de Gomery. Dieser benannte zum Dank einen entdeckten Berg im Palmer-Archipel, den „Mount Solvay“, nach seinem Gönner.
Zwischen 1893 und 1912 gründete er an der Freien Universität Brüssel die Institute für Physiologie, Soziologie, Physik und Chemie. Dazu kamen 1903 die Solvay Business School und 1912 das International Institute for Physics and Chemistry.
In Brüssel berief er Kongresse für Physiker ein, um die fundamentalen Probleme der gegenwärtigen Physik zu diskutieren. Die erste Solvay-Konferenz fand 1911 statt.
Im Ersten Weltkrieg gründete Solvay mit anderen Industriellen und Bankern aus Belgien das „nationale Hilfskomitee“. Es stellte große Mittel zur Verfügung, um die notleidende Bevölkerung mit Grundnahrungsmitteln, Kleidung und Kohle zu versorgen. Despy-Meyer schreibt: „Dieses nationale Hilfskomitee, für das er sich voll eingesetzt hat, macht Ernest Solvay zu einer mythischen Figur. Als König Albert im November 1918 von der Front nach Brüssel zurückkehrt, stattet er unverzüglich Ernest Solvay in dessen Palais in der Rue des Champs-Élysées einen Besuch ab. Wenig später ernannte er ihn zum Staatsminister.“
Ernest Solvay wurde zweimal in den Senat Belgiens gewählt und noch im Alter von 80 Jahren zum Staatsminister ernannt.
Er starb im Alter von 84 Jahren.

## Auszeichnungen und Ehrungen

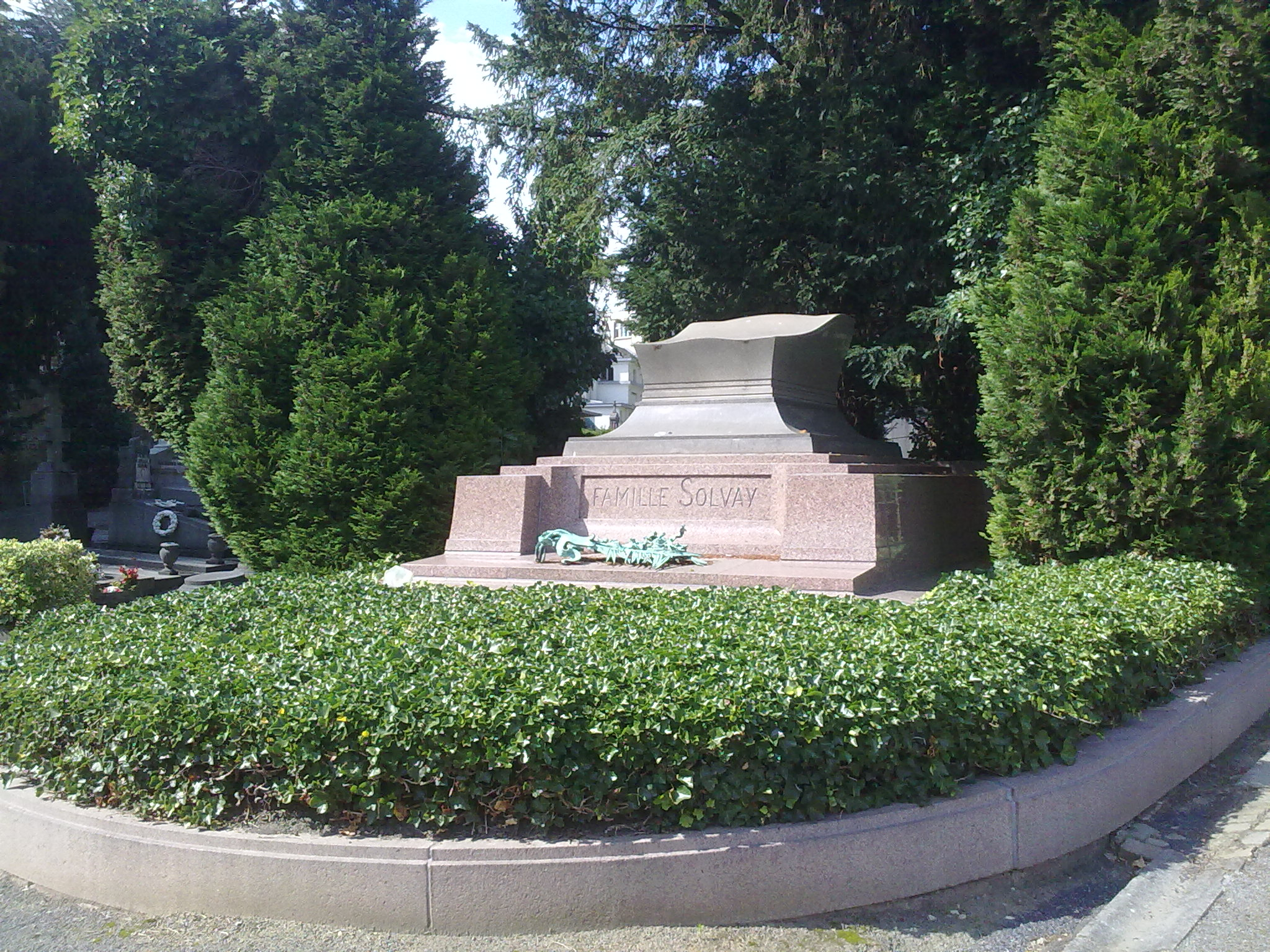
Solvay-Grab auf dem Friedhof von Ixelles (Brüssel)

- 1913: Korrespondierendes Mitglied der Preußischen Akademie der Wissenschaften
- 1917: Korrespondierendes Mitglied der Académie des sciences
- 1919: Großoffizier der Ehrenlegion (7. November)

Der Asteroid (7537) Solvay und die Solvayhütte wurden nach ihm benannt. Ebenso tragen die Solvay Mountains auf der antarktischen Brabant-Insel seinen Namen.